# Abura/Asebu/Kwamankese District
Der Abura/Asebu/Kwamankese District ist einer von 13 Distrikten der Central Region von Ghana. Der Distrikt wurde 1984 aus den Mfantseman, Ajumako und Akumfi „Local Councils“ gebildet. Hier befand sich auch in vorkolonialer Zeit das Königreich Asebu und der Distrikt ist Heimat eines mythischen Riesen namens Asebu Amenfi. Abura/Asebu/Kwamankese erstreckt sich von einem schmalen Streifen Küste am Golf von Guinea deutlich breiter werdend Richtung Norden und Osten.

## Ethnische und religiöse Zusammensetzung
99 % der Bevölkerung gehören verschiedenen Akangruppen an, überwiegend den Fanti. Etwa 85 % hängen einer christlichen Kirche an, 5 % dem Islam, die übrigen bekennen sich zu traditionellen Religionen.

## Wirtschaft
68 % der Beschäftigten im Distrikt arbeiten in der Landwirtschaft, 12 % im Handel, die übrigen 20 % im verarbeitenden Bereich und anderen.
Die örtlichen Bauern erzeugen Mais, Kassawa, Kochbananen, Yams, Süßkartoffeln, Bohnen, Erdnüsse, Pfeffer, Bananen und Ananas.
Die Gesellschaft Fruits and Flavour Ltd. betreibt in Asebu die einzige industrielle Produktion innerhalb des Distriktes. Fruits and Flavour Ltd. verarbeitet für den Export Zitronensaft zu Zitronensaftkonzentrat und ist die größte Anlage ihrer Art in Ghana. Die übrige verarbeitende Industrie besteht aus sehr kleinen Betrieben, in denen der örtliche Gin Akpeteshi destilliert wird, örtliche Agrarprodukte zu Gari oder Kenkey verarbeitet werden oder Seife hergestellt wird.

## Bedeutendere Ortschaften
- Abura-Dunkwa
- Abkrampa
- Amosima
- Asebu
- New Ebu
- Brafoyaw
- Edumifa
- Nyanfeku-Ekrofur
- Asebu Ekroful
- Akonoma
- Nyamedom
- Ayeldu
- Asuansi
- Katayiase
- Obohen
- Aboenu
- Batanyaa
- Obokor
- New Odonase
- Moree.